# Das Bad der Diana mit Aktäon und Kallisto
Das Bad der Diana mit Aktäon und Kallisto ist ein Gemälde des niederländischen Malers Rembrandt van Rijn. Das 1634 fertiggestellte Werk mit den Maßen 93,5 mal 168 Zentimeter hängt seit 1966 in der Sammlung des Fürsten zu Salm-Salm in der Wasserburg Anholt.
Das Bild stellt zwei voneinander unabhängige Erzählungen aus den Metamorphosen des Ovid dar: auf der linken Bildhälfte „Diana und Aktäon“ und rechts „Die Entdeckung der Schwangerschaft Kallistos“.
In beiden Erzählungen geht es um eine Verwandlung, die von einer Göttin als Strafe für ein sexuelles Vergehen verhängt wird:
- Der Jäger Aktäon wird von Diana (in der griech. Mythologie Artemis) in einen Hirsch verwandelt, weil er die keusche Göttin nackt gesehen hat. Dieser Prozess ist im Bild dargestellt, und der Betrachter weiß, dass Aktäon später von seinen eigenen Hunden zerrissen wird.
- Kallisto, die Lieblingsnymphe Dianas, steht noch vor ihrer Metamorphose; gerade wird von badenden Nymphen, die ihr die Kleidung vom Leib reißen, ihre Schwangerschaft entdeckt (sie hatte ihre gelobte Keuschheit nicht gegen Jupiters (Zeus) Begierde verteidigen können). Auch hier weiß der Betrachter, dass Juno (Hera) Kallisto bald in eine Bärin verwandeln wird, die später fast von ihrem eigenen (jetzt noch ungeborenen) Sohn Arkas getötet wird.

Die Bedeutung mehrerer Details im Bild ist ungeklärt bzw. Gegenstand kunsthistorischer Vermutungen, Spekulationen und Theorien: Im Vordergrund steht eine Nymphe, deren fortgeschrittenes Alter unüblich für Nymphendarstellungen ist, und im Hintergrund sieht man ein greises Paar, das anscheinend zu keiner der beiden Geschichten gehört.